# Mistresses (Fernsehserie)/Episodenliste

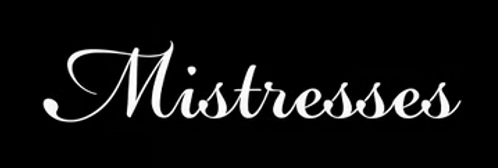
Logo zur Serie

Diese Episodenliste enthält alle Episoden der US-amerikanischen Dramaserie Mistresses, sortiert nach der US-amerikanischen Erstausstrahlung. Zwischen 2013 und 2016 entstanden in vier Staffeln insgesamt 52 Episoden mit einer Länge von jeweils etwa 43 Minuten.

## Übersicht
| Staffel | Episoden | Erstausstrahlung USA | Erstausstrahlung USA | Deutschsprachige Erstausstrahlung | Deutschsprachige Erstausstrahlung |
| Staffel | Episoden | Staffelpremiere      | Staffelfinale        | Staffelpremiere                   | Staffelfinale                     |
| ------- | -------- | -------------------- | -------------------- | --------------------------------- | --------------------------------- |
| 1       | 13       | 3. Juni 2013         | 9. September 2013    | 21. Oktober 2013                  | 13. Januar 2014                   |
| 2       | 13       | 2. Juni 2014         | 1. September 2014    | 23. Februar 2015                  | 18. Mai 2015                      |
| 3       | 13       | 18. Juni 2015        | 3. September 2015    | 23. Mai 2016                      | 5. Oktober 2016                   |
| 4       | 13       | 30. Mai 2016         | 6. September 2016    | 15. Februar 2017                  | 22. März 2017                     |

## Staffel 1
Die Erstausstrahlung der ersten Staffel war vom 3. Juni bis zum 9. September 2013 auf dem US-amerikanischen Sender ABC zu sehen. Die deutschsprachige Erstausstrahlung sendete der österreichische Free-TV-Sender ORF eins vom 21. Oktober 2013 bis zum 13. Januar 2014.
| Nr. (ges.) | Nr. (St.) | Deutscher Titel                 | Originaltitel                | Erstausstrahlung USA | Deutschsprachige Erstausstrahlung (A) | Regie               | Drehbuch                                 | Zuschauer (USA) |
| ---------- | --------- | ------------------------------- | ---------------------------- | -------------------- | ------------------------------------- | ------------------- | ---------------------------------------- | --------------- |
| 1          | 1         | Auf Leben und Tod               | Pilot                        | 3. Juni 2013         | 21. Okt. 2013                         | Cherie Nowlan       | K. J. Steinberg                          | 4,40 Mio.       |
| 2          | 2         | Der Morgen danach               | The Morning After            | 10. Juni 2013        | 28. Okt. 2013                         | Chris Misiano       | Rina Mimoun                              | 4,22 Mio.       |
| 3          | 3         | Loslassen und neu beginnen      | Breaking and Entering        | 17. Juni 2013        | 4. Nov. 2013                          | Rob Lagomarsino     | K. J. Steinberg                          | 3,76 Mio.       |
| 4          | 4         | Es war nur ein Kuss             | A Kiss is Just a Kiss?       | 24. Juni 2013        | 11. Nov. 2013                         | David Paymer        | Chad Gomez Creasey & Dara Resnik Creasey | 3,57 Mio.       |
| 5          | 5         | Schwere Entscheidungen          | Decisions, Decisions         | 1. Juli 2013         | 18. Nov. 2013                         | Cherie Nowlan       | Jordan Budde                             | 3,62 Mio.       |
| 6          | 6         | Heimgezahlt                     | Payback                      | 8. Juli 2013         | 25. Nov. 2013                         | Eric Laneuville     | Josh Reims                               | 3,85 Mio.       |
| 7          | 7         | Neue Wege                       | All In                       | 15. Juli 2013        | 2. Dez. 2013                          | John Scott          | Jenna Richman                            | 3,47 Mio.       |
| 8          | 8         | Ultimatum                       | Ultimatum                    | 22. Juli 2013        | 9. Dez. 2013                          | Holly Dale          | Justin W. Lo                             | 3,95 Mio.       |
| 9          | 9         | Alte Wunden                     | Guess Who’s Coming to Dinner | 29. Juli 2013        | 16. Dez. 2013                         | Tawnia McKiernan    | David Folwell                            | 3,96 Mio.       |
| 10         | 10        | Unmoralische Angebote           | Indecent Proposals           | 19. Aug. 2013        | 23. Dez. 2013                         | Bobby Roth          | Chad Gomez Creasey & Dara Resnik Creasey | 3,17 Mio.       |
| 11         | 11        | Mit offenen Karten              | Full Disclosure              | 26. Aug. 2013        | 30. Dez. 2013                         | Jeff Bleckner       | Josh Reims                               | 3,46 Mio.       |
| 12         | 12        | Wenn sich eine Tür schließt ... | When One Door Closes…        | 2. Sep. 2013         | 6. Jan. 2014                          | Constantine Makris  | Rina Mimoun                              | 4,05 Mio.       |
| 13         | 13        | Du hast die Wahl                | I Choose You                 | 9. Sep. 2013         | 13. Jan. 2014                         | Allison Liddi-Brown | K.J. Steinberg                           | 3,91 Mio.       |

## Staffel 2
Die Erstausstrahlung der zweiten Staffel war vom 2. Juni bis zum 1. September 2014 auf dem US-amerikanischen Sender ABC zu sehen. Die deutschsprachige Erstausstrahlung sendete der österreichische Free-TV-Sender ORF eins vom 23. Februar bis zum 18. Mai 2015.
| Nr. (ges.) | Nr. (St.) | Deutscher Titel                     | Originaltitel              | Erstausstrahlung USA | Deutschsprachige Erstausstrahlung (A) | Regie              | Drehbuch                              | Zuschauer (USA) |
| ---------- | --------- | ----------------------------------- | -------------------------- | -------------------- | ------------------------------------- | ------------------ | ------------------------------------- | --------------- |
| 14         | 1         | Neustart                            | Rebuild                    | 2. Juni 2014         | 23. Feb. 2015                         | Ron Lagomarsino    | Rina Mimoun                           | 4,66 Mio.       |
| 15         | 2         | Bis hierhin und nicht weiter        | Boundaries                 | 9. Juni 2014         | 2. März 2015                          | Ron Lagomarsino    | K.J. Steinberg                        | 3,64 Mio.       |
| 16         | 3         | Tag der offenen Tür                 | Open House                 | 16. Juni 2014        | 9. März 2015                          | John Scott         | Josh Reims                            | 3,72 Mio.       |
| 17         | 4         | Der Labradoodle                     | Friends With Benefits      | 23. Juni 2014        | 16. März 2015                         | John Scott         | Jenna Richman                         | 3,62 Mio.       |
| 18         | 5         | Der Schuhtick                       | Playing With Fire          | 30. Juni 2014        | 23. März 2015                         | Constantine Makris | Justin W. Lo                          | 4,09 Mio.       |
| 19         | 6         | Was willst du wirklich?             | What Do You Really Want    | 7. Juli 2014         | 30. März 2015                         | Constantine Makris | Jordan Budde                          | 3,75 Mio.       |
| 20         | 7         | Muss denn Liebe Sünde sein?         | Why Do Fools Fall in Love? | 14. Juli 2014        | 13. Apr. 2015                         | Ron Underwood      | Josh Reims                            | 3,71 Mio.       |
| 21         | 8         | Affären abzugeben                   | An Affair to Surrender     | 21. Juli 2014        | 20. Apr. 2015                         | Ron Underwood      | Justin W. Lo                          | 3,74 Mio.       |
| 22         | 9         | Das Biest schlägt zu                | Coming Clean               | 4. Aug. 2014         | 27. Apr. 2015                         | Tara Nicole Weyr   | Jerica Lieberman & Molly Kate Margraf | 3,46 Mio.       |
| 23         | 10        | Scharade                            | Charades                   | 11. Aug. 2014        | 4. Mai 2015                           | Tara Nicole Weyr   | Jenna Richman                         | 3,57 Mio.       |
| 24         | 11        | Süße Rache                          | Choices                    | 18. Aug. 2014        | 11. Mai 2015                          | Michael Grossman   | Jordan Budde                          | 3,36 Mio.       |
| 25         | 12        | Auf ein Leben voller Überraschungen | Surprise                   | 25. Aug. 2014        | 18. Mai 2015                          | Michael Grossman   | Rina Mimoun                           | 3,23 Mio.       |
| 26         | 13        | Zurück in die Zukunft               | ’Til Death Do Us Apart     | 1. Sep. 2014         | 18. Mai 2015                          | John Scott         | K. J. Steinberg                       | 3,74 Mio.       |

## Staffel 3
Die Erstausstrahlung der dritten Staffel war vom 18. Juni bis zum 3. September 2015 auf dem US-amerikanischen Sender ABC zu sehen. Die deutschsprachige Erstausstrahlung der ersten neun Folgen sendete der österreichische Free-TV-Sender ORF eins vom 23. Mai bis zum 1. August 2016. Die restlichen sendete der deutsche Pay-TV-Sender RTL Passion vom 14. September bis zum 5. Oktober 2016.
| Nr. (ges.) | Nr. (St.) | Deutscher Titel            | Originaltitel        | Erstausstrahlung USA | Deutschsprachige Erstausstrahlung (A/D) | Regie           | Drehbuch                         | Zuschauer (USA) |
| ---------- | --------- | -------------------------- | -------------------- | -------------------- | --------------------------------------- | --------------- | -------------------------------- | --------------- |
| 27         | 1         | Vergebung ausgeschlossen   | Gone Girl            | 18. Juni 2015        | 23. Mai 2016                            | Gus Makris      | Rina Mimoun                      | 3,79 Mio.       |
| 28         | 2         | Unter Beobachtung          | I’ll Be Watching You | 18. Juni 2015        | 30. Mai 2016                            | Gus Makris      | KJ Steinberg                     | 3,79 Mio.       |
| 29         | 3         | Ungleiche Paare            | Odd Couples          | 25. Juni 2015        | 6. Juni 2016                            | John Scott      | Melissa Carter                   | 3,31 Mio.       |
| 30         | 4         | Wunsch und Wahrheit        | Into the Woods       | 2. Juli 2015         | 4. Juli 2016                            | John Scott      | Justin Lo                        | 3,04 Mio.       |
| 31         | 5         | Eins plus zwei gleich drei | Threesomes           | 9. Juli 2015         | 11. Juli 2016                           | Holly Dale      | Jordan Budde                     | 3,49 Mio.       |
| 32         | 6         | Mutter, Tochter, Enkelin   | Love Is an Open Door | 16. Juli 2015        | 18. Juli 2016                           | Holly Dale      | Stacy Littlejohn                 | 3,29 Mio.       |
| 33         | 7         | Die Falle schnappt zu      | The Best Laid Plans  | 23. Juli 2015        | 25. Juli 2016                           | John Scott      | Jerica Lieberman & Molly Margraf | 2,94 Mio.       |
| 34         | 8         | Tödliche Lektion           | Murder She Wrote     | 30. Juli 2015        | 1. Aug. 2016                            | John Scott      | Rina Mimoun                      | 3,09 Mio.       |
| 35         | 9         | Vernichtende Aussage       | Unreliable Witness   | 6. Aug. 2015         | 1. Aug. 2016                            | Eric Laneuville | Jenna Richman                    | 2,54 Mio.       |
| 36         | 10        | Tagträume                  | What Could Have Been | 13. Aug. 2015        | 14. Sep. 2016                           | Eric Laneuville | Jordan Budde                     | 2,98 Mio.       |
| 37         | 11        | Trugbild der Schuld        | Guilt By Association | 20. Aug. 2015        | 21. Sep. 2016                           | Liz Allen       | Melissa Carter                   | 3,30 Mio.       |
| 38         | 12        | Begründeter Zweifel        | Reasonable Doubt     | 27. Aug. 2015        | 28. Sep. 2016                           | Liz Allen       | Justin Lo                        | 3,23 Mio.       |
| 39         | 13        | Abschiede                  | Goodbye Girl         | 3. Sep. 2015         | 5. Okt. 2016                            | John Scott      | K.J. Steinberg                   | 2,70 Mio.       |

## Staffel 4
Die Erstausstrahlung der vierten Staffel war vom 30. Mai bis zum 6. September 2016. auf dem US-amerikanischen Sender ABC zu sehen. Die deutschsprachige Erstausstrahlung sendete der deutsche Pay-TV-Sender RTL Passion vom 15. Februar bis zum 22. März 2017.
| Nr. (ges.) | Nr. (St.) | Deutscher Titel        | Originaltitel              | Erstausstrahlung USA | Deutschsprachige Erstausstrahlung (D) | Regie               | Drehbuch                                          | Zuschauer (USA) |
| ---------- | --------- | ---------------------- | -------------------------- | -------------------- | ------------------------------------- | ------------------- | ------------------------------------------------- | --------------- |
| 40         | 1         | Zukunftsmusik          | The New Girls              | 30. Mai 2016         | 15. Feb. 2017                         | Christopher Misiano | Josh Reims                                        | 2,94 Mio.       |
| 41         | 2         | Die Sexexpertin        | Mistaken Identity          | 6. Juni 2016         | 15. Feb. 2017                         | Christopher Misiano | Jessica Lieberman & Molly Margraf                 | 3,30 Mio.       |
| 42         | 3         | Unter Druck            | Under Pressure             | 20. Juni 2016        | 22. Feb. 2017                         | Sharat Raju         | Jordan Budde                                      | 2,89 Mio.       |
| 43         | 4         | Kontrollverlust        | Blurred Lines              | 27. Juni 2016        | 22. Feb. 2017                         | Sharat Raju         | Kiersten Van Horne                                | 2,80 Mio.       |
| 44         | 5         | Ein Schlag ins Gesicht | Lean In                    | 4. Juli 2016         | 1. März 2017                          | Constantine Makris  | Rina Mimoun                                       | 1,97 Mio.       |
| 45         | 6         | Viva Las Vegas         | What Happens in Vegas      | 11. Juli 2016        | 1. März 2017                          | Constantine Makris  | Justin Lo                                         | 2,97 Mio.       |
| 46         | 7         | Bis zum bitteren Ende  | Survival of the Fittest    | 2. Aug. 2016         | 8. März 2017                          | John Stuart Scott   | Sarah Tarkoff                                     | 2,42 Mio.       |
| 47         | 8         | Das Leben ist unfair   | Bridge Over Troubled Water | 8. Aug. 2016         | 8. März 2017                          | John Stuart Scott   | Jessica Lieberman & Molly Margraf                 | 2,06 Mio.       |
| 48         | 9         | Entfremdet             | The Root of All Evil       | 15. Aug. 2016        | 15. März 2017                         | Jerry O’Connell     | Justin Lo                                         | 2,10 Mio.       |
| 49         | 10        | In der Klemme          | Confrontations             | 22. Aug. 2016        | 15. März 2017                         | Jerry O’Connell     | Jordan Budde                                      | 2,45 Mio.       |
| 50         | 11        | Die verspielte Chance  | Fight or Flight            | 29. Aug. 2016        | 22. März 2017                         | Hanelle Culpepper   | KJ Steinberg                                      | 2,74 Mio.       |
| 51         | 12        | Nochmal von vorn       | Back to the Start          | 5. Sep. 2016         | 22. März 2017                         | Hanelle Culpepper   | KJ Steinberg                                      | 2,52 Mio.       |
| 52         | 13        | Die nächste Generation | The Show Must Go On        | 6. Sep. 2016         | 22. März 2017                         | John Stuart Scott   | K.J. Steinberg & Rina Mimoun Handlung: Josh Reims | 2,57 Mio.       |